# Barcelona School of Economics
De Barcelona School of Economics, beter bekend als BSE, is een onafhankelijke universiteit in Barcelona, Spanje.
De school biedt een aantal masterprogramma's aan inzake economie, financiën en data science. BSE begon als een interuniversitair onderzoeksinstituut.
In april 2011 maakte RePEc bekend dat de BSE tot de top 3 van Europese universiteiten behoort op het gebied van economische studierichtingen en tot de top 20 wereldwijd.
De oprichter van deze universiteit was de Catalaanse wiskundig econoom Andreu Mas-Colell.